# 阿内塔·米哈伊
阿内塔·米哈伊（羅馬尼亞語：Aneta Mihaly，1957年9月23日—），罗马尼亚女子赛艇运动员。她曾代表罗马尼亚参加1980年和1984年夏季奥林匹克运动会赛艇比赛，获得女子八人单桨有舵手银牌。